# Кернес, Геннадий Адольфович
Генна́дий Адо́льфович Ке́рнес (укр. Геннадій Адольфович Кернес; 27 июня 1959, Харьков, Украинская ССР, СССР — 16 декабря 2020, Берлин, Германия) — украинский деятель местного самоуправления. Городской голова Харькова (2010—2020). Член Партии регионов (2005—2014). Лидер партии Блок Кернеса — Успешный Харьков (2016—2020).

## Биография

### Ранние годы и предпринимательство
Родился в еврейской семье. После окончания Харьковской школы (ныне лицея) № 82 окончил Харьковское строительное ПТУ (ныне Профессиональный лицей строительства и коммунального хозяйства). С 1976 года работал слесарем, разливщиком молока, часовщиком и разнорабочим. В 1986 году, с началом «Перестройки», занялся предпринимательской деятельностью. Организовывал кооперативы, занимался мелким мошенничеством, за что был осуждён на два года лишения свободы.
После освобождения снова занялся предпринимательством. В 1992—1994 годах руководил производственно-коммерческим предприятием «Акцептор». Приобретя акции «НПК-банка», построил на его базе свой многопрофильный «НПК-холдинг», включивший в себя ряд СМИ: газету «Вечерний Харьков», телеканалы «Тонис» и «7 канал». При приватизации туристического комплекса «Националь», ставшего штаб-квартирой Кернеса, путем многоходовой комбинации передаёт комплекс в собственность «НПК-холдинг». В 1999—2001 годах — первый заместитель директора Харьковского филиала дочерней компании «Торговый дом „Газ Украины“». С 1994 по 1999 год — председатель правления, а затем с 2001 по 2006 год — президент акционерного общества открытого типа с иностранными инвестициями «НПК-холдинг».

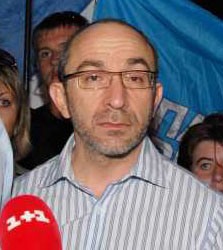
Геннадий Кернес в 2008 году

### Начало политической деятельности
В 1998 году стал депутатом Харьковского городского совета, избравшись по избирательному округу № 23. Кернес основал и возглавил внепартийную депутатскую группу «Новый Харьков — новые возможности». В 2002 году на местных выборах его поддержали порядка 90 % избирателей. В 2002 году возглавил депутатский корпус и стал секретарём городского совета.
В 2004 году поддержал «Оранжевую революцию». В 2005 году был включён в список партии «Наша Украина» на выборах в Харьковский горсовет, однако в ходе предвыборной кампании перешёл в противоположный лагерь — в «Партию регионов». Тогда же знакомится и сближается с Михаилом Добкиным. В 2006 году Кернес руководил избирательной кампанией Добкина на пост городского головы Харькова. Большой резонанс вызвало предвыборное видео (см.), которое Кернес помогал записывать Добкину.
После победы Добкина на выборах городского головы Кернес во второй раз стал секретарём Харьковского городского совета и с 2006 года стал фактически править городом.

### Городской голова Харькова (2010—2020)

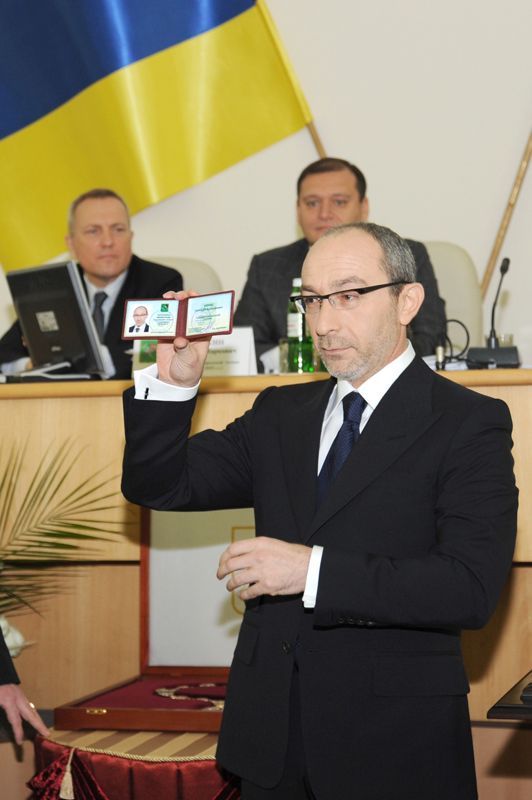
Геннадий Кернес принял присягу Харьковского городского головы, 2010 год

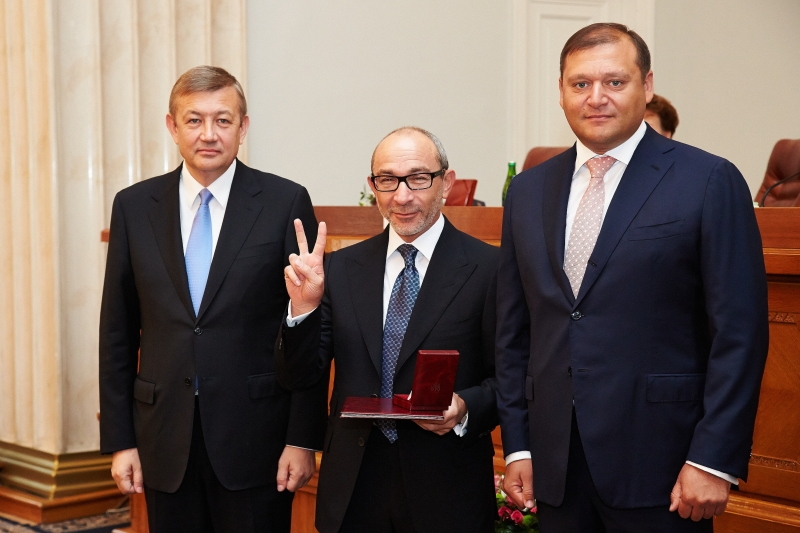
Слева направо: Председатель Харьковского областного совета Сергей Чернов, городской голова Харькова Геннадий Кернес, председатель Харьковской областной государственной администрации Михаил Добкин. После вручения Кернесу Почётной грамоты Верховной Рады Украины. 29 августа 2013

#### 2010—2014
18 марта 2010 года городской голова Харькова Михаил Добкин был назначен на пост главы Харьковской областной государственной администрации, и Кернес, как секретарь горсовета, стал временно исполняющим обязанности городского головы. На досрочных выборах городского головы, которые состоялись 31 октября того же года, Кернес одержал победу, набрав 30 % голосов избирателей. 24 ноября он принёс присягу и официально вступил на пост городского головы Харькова.
По словам Кернеса, по его инициативе в городе проводились реформы:
1. Единство и преемственность власти — созданы районные администрации, в городском совете сформировано большинство. Народные депутаты, избранные по мажоритарным округам в Харькове, впервые объединились в харьковское лобби — группу «За Харьков»[4].
2. Обратная связь — разработана принципиально новая схема сбора информации от граждан и контроля выполнения решений. В ходе работы с обращениями харьковчан (приёмы городского головы на предприятиях и в ВУЗах, фото-жалобы и другие) решено множество проблем[4].
3. Обновление облика Харькова — в каждом районе проводились восстановительные работы имеющихся рекреационных зон, а также строились новые. Проводилась комплексная реконструкция исторического центра Харькова, в городе появились такие знаковые места, как комплекс площади Конституции и памятника независимости, развлекательный мультикомплекс на базе парка Горького[5]. Были открыты две новые станции метро: «Алексеевская» и «Победа».
4. Стратегическое развитие — Геннадий Кернес предложил стратегию развития Харькова до 2030 года, которая, по его словам, является «дорожной картой» от постсоветского существования к европейской интеграции. Целью стратегии является вывод Харькова в сотню лучших городов мира[4].

В декабре 2009 года Харьков получил право на проведение матчей чемпионата Европы по футболу 2012, который принимали Украина и Польша. Общие расходы на подготовку и проведение турнира в Харькове составили почти 14,5 млрд грн. За успешную подготовку и проведение Евро-2012 в Харькове Кернес был награждён орденом «За заслуги» III степени.

#### «Евромайдан»
Не поддержал «Евромайдан». На базе инфраструктуры «Партии регионов» в Харькове, как ответ на события «Евромайдана», был создан Всеукраинский общественный союз «Украинский фронт», лидерами которого стали Кернес и Добкин.
Согласно распространённой версии, в ночь с 21 на 22 февраля 2014 года президент Виктор Янукович прибыл в Харьков, где провёл ночь в загородной резиденции вместе с Михаилом Добкиным, Андреем Портновым, своим сыном Виктором, Геннадием Кернесом и другими. Однако сам Кернес в интервью от 2017 года заявлял, что знал об этой встрече, но участия в ней не принимал и Януковича в тот день не видел.
В двадцатых числах января 2014 года Кернес и Добкин на несколько дней, по неназванным причинам, отлучились в Россию. Игорь Гиркин, один из участников войны на Донбассе на стороне ДНР, в программе «Русский интерес» от 2020 года заявил следующее: «Кернес и Добкин летали в Москву. Они привезли, об этом уже практически открыто говорят, проект Харьковской республики, они были готовы её провозгласить, но им сказали „Не надо“». Сам Кернес отвергал все подобные заявления, заявляя, что всегда считал Харьков «неотъемлемой частью Украины», а в Россию летал «поздравить друга с Днём рождения».
22 февраля 2014 года в эфире популярного украинского политического ток-шоу «Шустер live» Геннадий Кернес обратился к народному депутату от партии «Свобода» Игорю Мирошниченко, который лично участвовал в демонтаже памятника Ленину в Ахтырке, со следующими словами: 

Я приглашаю вас в город Харьков на площадь Свободы, вы же партия «Свобода», где стоит памятник Владимиру Ильичу Ленину. И если вы только попробуете его сломать, я как Харьковский городской голова заявляю, что сломаю вам две руки и две ноги, чтобы вы больше никогда этим не занимались.
В 2014 году памятник Ленину в центре Харькова был снесён, чему Кернес никак не помешал. За год до того памятник был внесён в перечень особо охраняемых монументов, но за несколько часов до демонтажа указом главы Харьковской облгосадминистрации Игоря Балуты памятник был исключён из этого списка. Кернес оспорил решение о сносе в судебном порядке и заявил о плане по восстановлению монумента, однако он так и не был восстановлен. В 2014 году в Харькове и его окрестностях, при полном бездействии местных властей и правоохранительных органов, неизвестными был снесён ряд советских памятников.

#### Покушение
17 марта 2014 года Геннадий Кернес заявил об угрозах в его адрес:

Я обращаюсь к председателю ГУМВД Украины в Харьковской области, руководителям областной прокуратуры и СБУ и довожу до их сведения, что в последнее время я сам и моя семья, в том числе дети, стали мишенью для десятков угроз на фоне политического преследования. За угрозами, связанными со здоровьем и жизнью моей семьи, может стоять Арсен Аваков, бывший председатель Харьковской областной государственной администрации, а теперь — министр внутренних дел Украины.— 
28 апреля 2014 года на Кернеса было совершено покушение. Инцидент произошёл около 12:00. Во время пробежки городского головы по Белгородскому шоссе в него выстрелили (предположительно) из оружия калибра 7,62 мм. Геннадий Кернес получил тяжёлое ранение, в результате которого было пробито лёгкое и печень, пуля прошла навылет. Кернес был срочно доставлен в больницу и прооперирован, после чего продолжал находиться в состоянии, опасном для жизни. В ночь с 28 на 29 апреля самолёт с Кернесом на борту вылетел в Израиль для лечения.

#### Версии покушения
Существует несколько версий, кому было выгодно покушение на Кернеса. Версию происшедшего из-за конфликта с новым руководством Украины активно поддержал один из ближайших друзей и соратников Кернеса Михаил Добкин. Однако с конца февраля 2014 года Кернес, бывший до этого активным противником «Евромайдана», поддержал новую власть, став в своём регионе резким противником «Русской весны» и её основных требований о федерализации и возможном отделении от Украины её юго-восточных регионов. Этим он мог мешать местным федералистам (главной силой из которых являлся харьковский бойцовский клуб «Оплот») и активно поддерживающей их России, потому покушение могло быть организовано «пророссийскими сепаратистами». Также высказывалась версия о личной мести со стороны бывшего председателя Харьковской областной государственной администрации и действующего министра внутренних дел Арсена Авакова. Кернес обращался в прокуратуру с заявлением, что покушение на него было организовано неонацистской организацией «Патриот Украины».
Сам Геннадий Кернес опроверг слухи об инсценировке покушения, отметив, что такую информацию распространяют лица, которые желают его смерти. Также городской голова Харькова поставил под сомнение версию о сведении с ним личных счётов, заявив, что вероятнее всего покушение связано с его позицией относительно Харькова как части единой Украины. Оправившись после покушения, Кернес заявил, что к попытке убийства причастны Арсен Аваков и председатель Харьковской областной государственной администрации Игорь Балута.
После покушения передвигался в инвалидной коляске.

#### 2014—2019
В сентябре 2015 года сообщил о своём участии в выборах городского головы Харькова от партии «Возрождение», также возглавив её списки в областной и городской советы.
25 октября 2015 года с результатом 65,8 % вторично выиграл выборы, став первым в новейшей истории Харькова, кто повторно избрался на должность городского головы. В должность вступил 18 ноября 2015 года. По наблюдениям историка А. Портнова, Кернес после переизбрания занял позицию, лояльную новой киевской власти: делал громкие заявления, но не предпринимал никаких мер по охране советских памятников.
В декабре 2018 года Кернес заявил, что на президентских выборах 2019 года будет голосовать за Петра Порошенко, так как тот сделал «достаточно много усилий» для финансирования и развития Харькова. Впоследствии Кернес не любил об этом вспоминать: «Я не топил, не уничтожал и не мешал. Не мешал Порошенко, Тимошенко и не мешаю Зеленскому» (из интервью Кернеса интернет-изданию «Страна.ua»).

#### 2019—2020
2 июня 2019 года в Харькове состоялся учредительный съезд новой партии «Доверяй делам», двумя сопредседателями которой были выбраны городские главы Харькова и Одессы Геннадий Кернес и Геннадий Труханов соответственно.

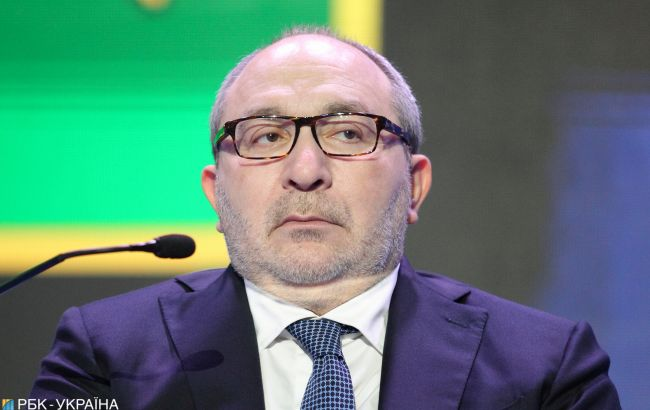
Кернес на съезде «Оппозиционного блока», 2019 год

7 июня 2019 года, в преддверии парламентских выборов, партии «Оппозиционный блок», «Партия мира и развития», «Наши», «Возрождение» и «Доверяй делам» объединились в единый «Оппозиционный блок». Кернес стал третьим номером в партийном списке «Оппоблока».
В конце 2019 года он заявил о том, что идёт на местные выборы 2020 года в Харькове и Харьковской области со своей новой политической силой — «Блок Кернеса — Успешный Харьков».
23 сентября 2020 года прошел съезд «Блока Кернеса — Успешный Харьков», на котором, в отсутствие Кернеса, его выдвинули кандидатом на пост городского головы Харькова.
25 октября 2020 года с результатом 60,34 % в третий раз выиграл выборы, находясь в это время не в Харькове. Уже 9 декабря он вступил на пост городского головы, без принятия присяги в сессионном зале городского совета.

### Болезнь и смерть
Последний раз Геннадий Кернес появился на публике в конце августа 2020 года, на открытии фонтана. В начале сентября у него была обнаружена коронавирусная инфекция COVID-19. Сначала городского главу госпитализировали в 17-ю городскую больницу Харькова, где он пробыл почти месяц. 17 сентября его спецбортом доставили в берлинскую клинику «Шарите». Во время пребывания на лечении Кернес выиграл выборы городского головы и заочно вступил на этот пост.

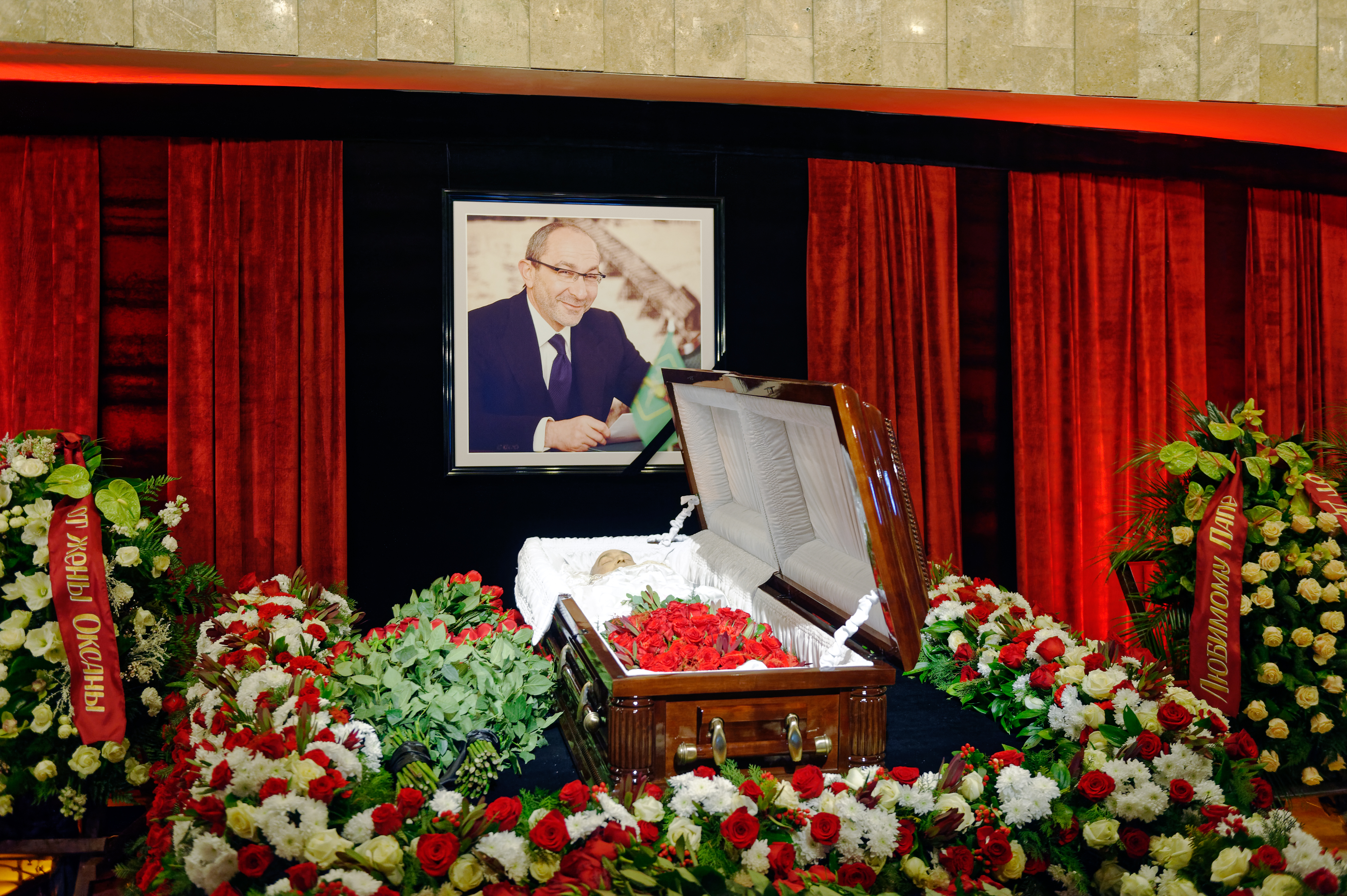
Похороны Кернеса в Харьковском национальном академическом театре оперы и балета

В начале декабря в окружении Геннадия Кернеса заявили, что городской голова идёт на поправку и до Нового года вернётся в Харьков. Но 11 декабря появилось сообщение о том, что у Кернеса отказали почки, и его перевели на гемодиализ. Эту информацию также подтвердил и Харьковский горсовет.
Геннадий Кернес скончался в ночь на 16 декабря 2020 года в берлинской клинике «Шарите» из-за осложнений, вызванных COVID-19. 23 декабря тело Кернеса было доставлено в Харьков. Утром в Благовещенском соборе прошло отпевание. На церемонию прощания, которая состоялась в здании оперного театра, по данным полиции, пришло около 110 тыс. человек. Геннадий Кернес был похоронен на Аллее почётных харьковчан Второго городского кладбища Харькова.
Несмотря на смерть Кернеса, его адвокат Александр Гунченко сказал, что, согласно законодательству, даже после кончины полиция не может закрыть дело о покушении. Впрочем, Гунченко сомневается, что правда о нём когда-либо станет известна.

## Образование
Окончил Национальную юридическую академию им. Ярослава Мудрого по специальности «правоведение». Магистр государственного управления (Харьковский национальный экономический университет). Кандидат наук по государственному управлению. 28 августа 2013 года защитил диссертацию на тему «Механизмы влияния региональной элиты на государственное управление Украины».

## Награды
- Орден «За заслуги» III степени (5 июля 2012 года)[32] — за значительный личный вклад в подготовку и проведение в Украине финальной части чемпионата Европы 2012 года по футболу, успешную реализацию инфраструктурных проектов, обеспечение правопорядка и общественной безопасности во время турнира, повышение международного авторитета Украинского государства, высокий профессионализм.
- Орден святого князя Киевского Ярослава Мудрого (Украинская Православная церковь; 2015)[33].
- XVII ежегодная премия Украины «Человек года», победа в номинации «Городской голова года» (2012)[34][35].
- Награды, знаки отличия, благодарности центральных и местных органов власти, религиозных, ветеранских и других организаций.
- Почётный гражданин Харькова (2021)[36].

## Уголовные преследования

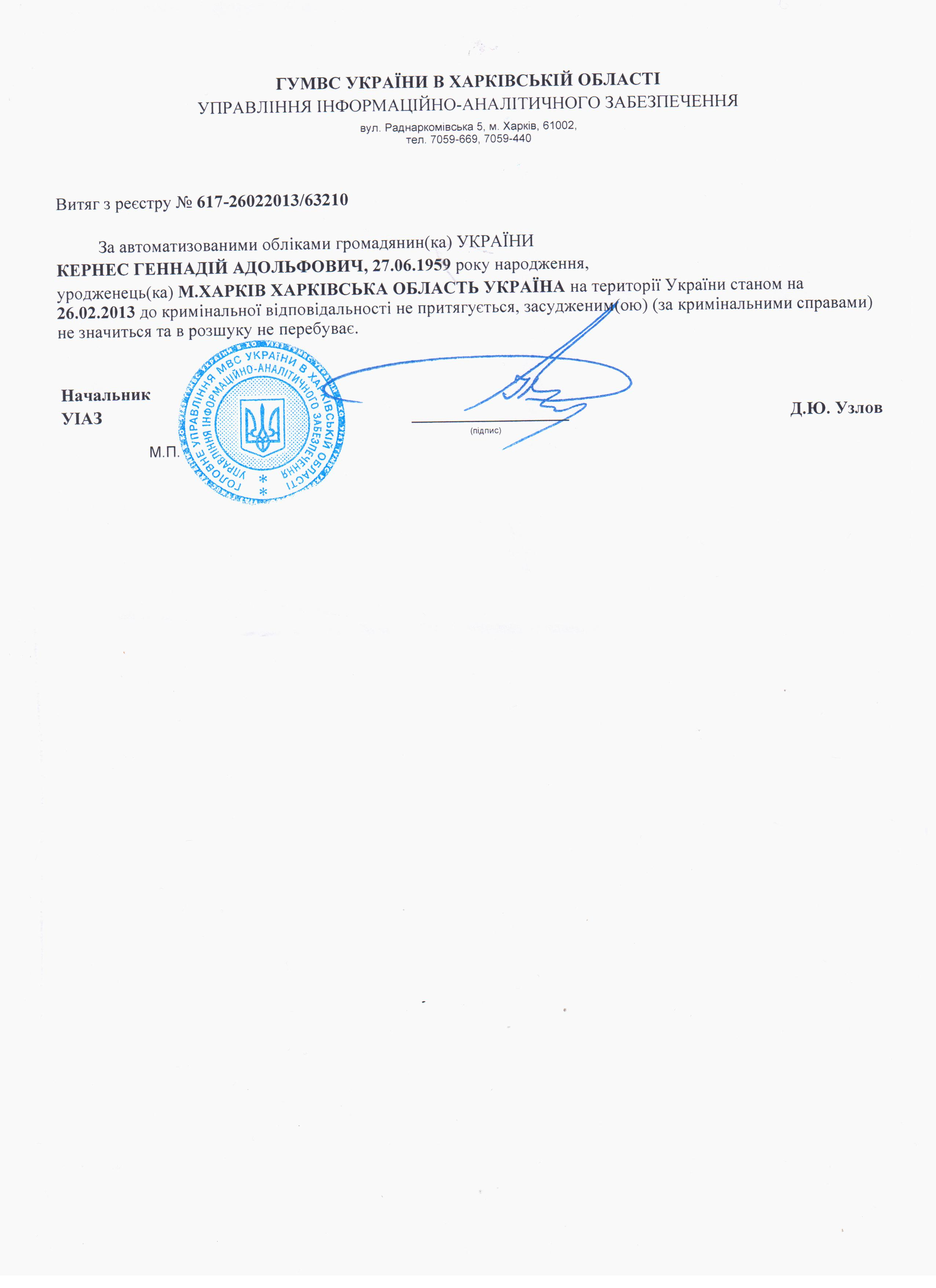
Свидетельство об отсутствии судимости у Геннадия Кернеса

В некоторых источниках сообщается об уголовном преследовании Геннадия Кернеса. В своём интервью изданию «LB.ua» в 2012 году Кернес заявлял о том, что провёл в заключении два года (находился под следствием по статье 143, часть 2 УК УССР — групповое мошенничество, — по которой в 1992 году был осуждён на два года с конфискацией имущества). В интервью от 2017 года заявил, что провёл в заключении два года, но потом был оправдан и судимость снята.
В марте 2015 года Генеральная прокуратура Украины завершила досудебное расследование против Геннадия Кернеса по уголовным статьям «незаконное лишение свободы или похищение человека», «истязание» и «угроза убийством». Дело расследовалось с февраля 2014 года, когда возникли подозрения в причастности к похищению и избиению сторонников «Евромайдана» в январе 2014 года. Вместе с городским головой по делу проходят двое его охранников.
15 сентября 2016 года сотрудники Генпрокуратуры и Службы безопасности Украины провели обыски в помещениях, принадлежащих Геннадию Кернесу, в связи с уголовным делом в отношении организации схемы по хищению 654 га земли Харькова на сумму 4 млрд грн.

## Семья
- Родители — Адольф Лазаревич (1934—2012) и Анна Абрамовна (1935-2022[40]).
- Гражданская жена — Оксана Гайсинская[41][42].

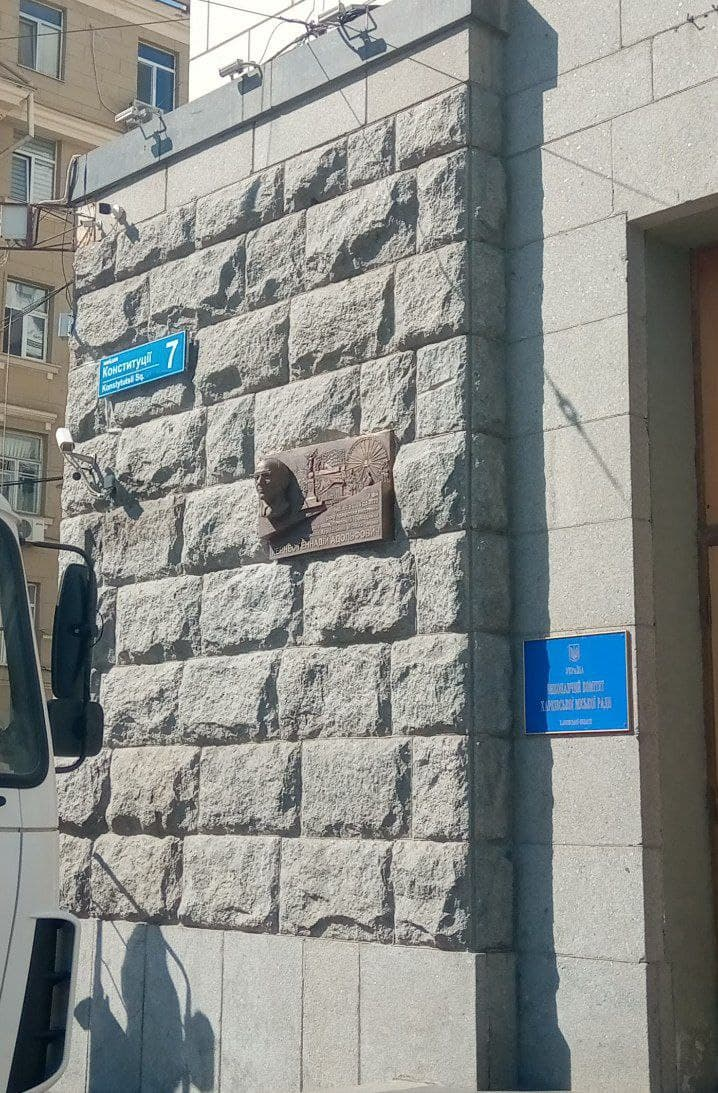
Мемориальная доска Геннадию Кернесу до открытия 23 августа

- Сестра: Виктория Кернес.
- Сыновья Даниил, Кирилл и Родион.
- Дочь: София (живёт в Лондоне)[43]

## Личная жизнь
До покушения и последующего паралича Геннадий Кернес придерживался здорового образа жизни, ежедневно пробегал не менее 10 км. Последние годы проживал с Оксаной Гайсинской и её сыном.

## Память
22 августа 2021 года на здании Харьковского городского совета, где работал Геннадий Кернес, установлена мемориальная доска.